# Ильза — свирепая тюремщица
«Ильза — свирепая тюремщица» (нем. Greta – Haus ohne Männer) — фильм 1977 года режиссёра Хесуса Франко в жанре Women in Prison.

## Сюжет
В глубинах Южной Америки располагается клиника, в которой содержатся женщины и девушки — проститутки, лесбиянки и нимфоманки. Здесь со стороны администрации они подвергаются физическому, в том числе сексуальному, и моральному насилию и пыткам. При этом подобные акты в клинике фиксируются на плёнку и распространяется за деньги среди богатых клиентов. В больницу под видом пациентки проникает журналистка, желающая собрать необходимую доказательственную базу для прекращения этой преступной деятельности.

## История создания
Хесус Франко собирался снять новый фильм в стиле Women in Prison. Зная, что в США большой популярностью пользуется серия фильмов о надзирательнице Ильзе, Хесус пригласил на съёмки в немецкий фильм главную исполнительницу роли Ильзе — Дайан Торн. Она согласилась сыграть в фильме главную роль — надзирательницу Грету. Для того чтобы в США фильм собрал больше денег, там фильм шёл под названием «Ильза — свирепая тюремщица», в роли которой американские зрители и привыкли видеть Дайан. Поэтому, кроме названия и тематики, фильм ничего общего с циклом фильмов об Ильзе не имеет.

## В ролях
- Дайан Торн — Грета
- Таня Бусселье — Эбби Филлипс
- Эрик Фальк  — Пабло
- Лина Ромай — Джуана
- Эстер Штудер  — No. 24
- Пегги Маркофф  — No. 14
- Сандра Л. Бреннан
- Хесус Франко — доктор Милтон Аркос
- Ховард Маурер

## Другие названия фильма
- Greta the Torturer (Европа)
- Greta, huis zonder mannen (Нидерланды)
- Greta, la tortionnaire (Бельгия)
- Greta, la tortionnaire de Wrede (Франция)
- Greta, the Mad Butcher (Европа)
- Greta, the Sadist (Европа)
- I sadistria tou stratopedou (Греция)
- Ilsa — Ultime perversion (Франция)
- Ilsa la tortionnaire (Канада)
- Ilsa, the Wicked Warden (Международное название)
- Ilsa: Absolute Power (Международное название)
- Le pénitencier des femmes perverses (Франция)
- Wanda, the Wicked Warden (США)